# Hiroaki Aoki
Hiroaki Aoki (青木 廣彰, Aoki Hiroaki, n. 9 octombrie 1938-d. 10 iulie 2008), cunoscut drept Rocky Aoki, a fost un wrestler amator și antreprenor japonezo-american, cunoscut pentru că a fondat lanțul de restaurante Benihana. Fiul lui este celebrul DJ Steve Aoki.
1. 1 2  Rocky Aoki, Find a Grave, accesat în 9 octombrie 2017
2. 1 2  Rocky Aoki, Encyclopædia Britannica Online, accesat în 9 octombrie 2017
3. ↑   http://www.orlandosentinel.com/news/nationworld/la-me-aoki12-2008jul12,0,7701152.story?track=rss Lipsește sau este vid: |title= (ajutor)